# 김민 (바이올린 연주자)
김민(1942년 8월 10일 ~)은 대한민국의 바이올린 연주자이다.

## 학력
- 서울대학교 음악대학 졸업
- 1969년 함부르크 음악대학원 석사

## 경력
- 1979년 국립교향악단 악장
- 2003년 서울대학교 음악대학 학장 (~ 2005)
- 2009년 퀸 엘리자베스 콩쿠르 바이올린 심사위원 (現)
- 1972~1974 독일 쾰른 챔버 오케스트라 악장, 독일 N·D·R방송 교향악단 단원
- 1974~1979 독일 베를린방송 교향악단 단원
- 1979~1981 한양대학교 음악대학 교수
- 1981~1993 KBS 교향악단 악장
- 1981~2008 서울대학교 음악대학 교수
- 2003~2007 코리안 심포니 오케스트라 이사장, 음악감독
- 1980~현재 서울바로크합주단 음악감독
- 2007~현재 서울윤이상앙상블 음악감독
- 2007~현재 서울대학교 음악대학 명예교수
- 2011~현재 서울국제음악제 예술감독
- 독일의 레오폴트 모차르트 국제 콩쿠르, 쇤탈 국제 콩쿠르, 슈포어 국제 콩쿠르  심사위원[2]

## 수상 경력
- 1984 한국음악팬클럽 ‘이달의 음악가상’
- 1987 한국음악협회 ‘올해의 음악가상’
- 1989 음악동아 ‘올해의 음악가상’
- 1989 바이로이트 페스티벌 한국인최초10년 참가 기념 감사패
- 2001 한독협회 제2회 이미륵상
- 2002 바이로이트 페스티벌 한국인최초 20년 참가 기념 감사패
- 2002 파라다이스문화재단 제2회 우경문화예술상
- 2005 한국문화예술위원회 ‘2005 올해의 예술상’
- 2006 비에냐프스키 국제콩쿨 감사패
- 2007 폴란드 정부로부터 문화훈장 수여
- 2009 이탈리아 대통령으로부터 ‘A Life of Music' 증서와 메달 수여

## 연주활동 경력
- 1980 서울바로크합주단 재창단 연주회(국립중앙극장)
- 1993 서울바로크합주단&성 페테르스부르크 챔버오케스트라 합동공연(서울 외)
- 1995 서울바로크합주단 창단 30주년 기념 음악회(예술의 전당)
- 1999 서울바로크합주단 파리 UNESCO '평화의 제전'음악회 참가(파리 유네스코회관)
- 2007 김민 바이올린 리사이틀 개최(예술의 전당)
- 2010 서울바로크합주단 창단 45주년 기념 특별정기연주회(예술의 전당)
- 2010 서울바로크합주단 100회 해외공연 달성
- 2012 서울바로크합주단 브라질투어, 서울바로크합주단 중국 청도 투어
- 2012 서울바로크합주단 초청공연 "바흐 시리즈 Ⅲ"(예술의 전당)
- 2012 서울바로크합주단 초청공연 "바흐시리즈 Ⅳ"(예술의전당)
- 2012 서울바로크합주단 제 137회 정기연주회, 서울바로크합주단 트로이카 데뷔 콘서트
- 2012 이대웅 음악장학회 창립 25주년 기념음악회 "유럽피안 스타콘서트"
- 2012 서울바로크합주단 초청공연 "바흐 시르즈 Ⅴ"(예술의 전당)
- 2012 서울바로크합주단 초청공연 "바흐시리즈Ⅵ"(예술의 전당)
- 거제도 바다의 날 기념음악회(거제문화예술회관)